# Paria d'Irlanda
La parìa d'Irlanda è il termine usato per indicare la nobiltà creata nell'ambito della monarchia irlandese sotto la giurisdizione formale del re d'Inghilterra. Questa divisione formale ebbe termine sul finire del XIX secolo e dal 1922 in maniera definitiva quando l'Irlanda divenne uno stato indipendente. 
Formalmente la corona britannica continua a garantire ai discendenti delle famiglie nobili irlandesi il loro diritto di precedenza.

## Storia
Alcuni titoli della paria irlandese sono databili all'epoca medioevale. 
Prima del 1801, i pari irlandesi avevano un seggio nella Camera dei lord d'Irlanda. Dopo il 1801, poterono iniziare ad eleggere 28 rappresentanti alla Camera dei lord del Regno Unito a Westminster. Anche dopo l'Act of Union ad ogni modo i nobili irlandesi continuarono a cercare di vedere riconosciuti ufficialmente i loro diritti indipendenti anche se il loro numero comprendeva circa 100 pari. Tale elezioni durarono fino al 1922 anche se gli eletti mantennero il seggio fino alla propria morte (l'ultimo dei quali morì nel 1961).
I pari che godevano dei titoli più alti vennero compresi dopo il 1801, con la Paria di Gran Bretagna, nella Paria del Regno Unito se già non avevano un titolo inglese o britannico. 
Solo quelli in possesso di un titolo nelle altre parie (d'Inghilterra, di Scozia, di Gran Bretagna o del Regno Unito) mantengono oggi il diritto di far parte eventualmente della Camera dei Lord (dal 1999 i Pari ereditari eleggono tra loro 90 rappresentanti).

## Duchi
| Titolo           | Creazione | Altri titoli                                                                              |
| ---------------- | --------- | ----------------------------------------------------------------------------------------- |
| Duca di Leinster | 1766      | Visconte Leinster nella parìa di Gran Bretagna Lord Kildare nella parìa del Regno Unito   |
| Duca di Abercorn | 1868      | Conte di Abercorn nella parìa di Scozia Marchese di Abercorn nella parìa di Gran Bretagna |

## Marchesi
| Titolo                  | Creazione | Altri titoli                                                                             |
| ----------------------- | --------- | ---------------------------------------------------------------------------------------- |
| Marchese di Waterford   | 1789      | Lord Tyrone nella parìa di Gran Bretagna                                                 |
| Marchese di Downshire   | 1789      | Conte di Hillsborough nella parìa di Gran Bretagna                                       |
| Marchese di Donegall    | 1791      | Lord Fisherwick nella parìa di Gran Bretagna Lord Templemore nella parìa del Regno Unito |
| Marchese di Headfort    | 1800      | Lord Kenlis nella parìa del Regno Unito                                                  |
| Marchese di Sligo       | 1800      | Lord Monteagle nella parìa del Regno Unito                                               |
| Marchese di Ely         | 1801      | Lord Loftus nella parìa del Regno Unito                                                  |
| Marchese Conyngham      | 1816      | Lord Minster nella parìa del Regno Unito                                                 |
| Marchese di Londonderry | 1816      | Conte Vane nella parìa del Regno Unito                                                   |

## Conti
| Titolo                         | Creazione  | Altri titoli; Note                                                                       |
| ------------------------------ | ---------- | ---------------------------------------------------------------------------------------- |
| Conte di Ormond                | 1328       | Conte di Wiltshire nella parìa d'Inghilterra                                             |
| Conte di Waterford             | 1446       | Conte di Shrewsbury nella parìa d'Inghilterra Conte Talbot nella parìa di Gran Bretagna  |
| Conte di Cork e Orrery         | 1620; 1660 | Lord Boyle nella parìa di Gran Bretagna                                                  |
| Conte di Westmeath             | 1621       |                                                                                          |
| Conte di Desmond               | 1622       | Conte di Denbigh nella parìa d'Inghilterra                                               |
| Conte di Meath                 | 1627       | Lord Chaworth nella parìa del Regno Unito                                                |
| Conte di Cavan                 | 1647       |                                                                                          |
| Conte di Drogheda              | 1661       | Lord Moore nella parìa del Regno Unito                                                   |
| Conte di Granard               | 1684       | Lord Granard nella parìa del Regno Unito                                                 |
| Conte di Kerry e Shelburne     | 1722; 1753 | Marchese di Lansdowne nella parìa di Gran Bretagna                                       |
| Conte di Darnley               | 1725       | Lord Clifton nella parìa d'Inghilterra                                                   |
| Conte di Egmont                | 1733       | Lord Lovel e Holland nella parìa di Gran Bretagna Lord Arden nella parìa del Regno Unito |
| Conte di Bessborough           | 1739       | Lord Ponsonby nella parìa di Gran Bretagna Lord Duncannon nella parìa del Regno Unito    |
| Conte di Carrick               | 1748       | Lord Butler nella parìa del Regno Unito                                                  |
| Conte di Shannon               | 1756       | Lord Carleton nella parìa di Gran Bretagna                                               |
| Conte di Mornington            | 1760       | Duca di Wellington nella parìa del Regno Unito                                           |
| Conte di Arran                 | 1762       | Lord Sudley nella parìa del Regno Unito                                                  |
| Conte di Courtown              | 1762       | Lord Saltersford nella parìa di Gran Bretagna                                            |
| Conte di Mexborough            | 1766       |                                                                                          |
| Conte Winterton                | 1766       |                                                                                          |
| Conte di Kingston              | 1768       |                                                                                          |
| Conte di Roden                 | 1771       |                                                                                          |
| Conte di Lisburne              | 1776       |                                                                                          |
| Conte di Clanwilliam           | 1776       | Lord Clanwilliam nella parìa del Regno Unito                                             |
| Conte di Antrim                | 1785       |                                                                                          |
| Conte di Longford              | 1785       | Lord Silchester e Pakenham nella parìa del Regno Unito                                   |
| Conte di Portarlington         | 1785       |                                                                                          |
| Conte di Mayo                  | 1785       |                                                                                          |
| Conte Annesley                 | 1789       |                                                                                          |
| Conte di Enniskillen           | 1789       | Lord Grinstead nella parìa del Regno Unito                                               |
| Conte Erne                     | 1789       | Lord Fermanagh nella parìa del Regno Unito                                               |
| Conte di Lucan                 | 1795       | Lord Bingham nella parìa del Regno Unito                                                 |
| Conte Belmore                  | 1797       |                                                                                          |
| Conte Castle Stewart           | 1800       |                                                                                          |
| Conte di Donoughmore           | 1800       | Visconte Hutchinson nella parìa del Regno Unito                                          |
| Conte di Caledon               | 1800       |                                                                                          |
| Conte di Limerick              | 1803       | Lord Foxford nella parìa del Regno Unito                                                 |
| Conte di Clancarty             | 1803       | Visconte Clancarty nella parìa del Regno Unito                                           |
| Conte di Gosford               | 1806       | Lord Worlingham e Acheson nella parìa del Regno Unito                                    |
| Conte di Rosse                 | 1806       |                                                                                          |
| Conte di Normanton             | 1806       | Lord Mendip nella parìa di Gran Bretagna Lord Somerton nella parìa del Regno Unito       |
| Conte di Kilmorey              | 1822       |                                                                                          |
| Conte di Dunraven e Mount-Earl | 1822       |                                                                                          |
| Conte di Listowel              | 1822       | Lord Hare nella parìa del Regno Unito                                                    |
| Conte di Norbury               | 1827       |                                                                                          |
| Conte di Ranfurly              | 1831       | Lord Ranfurly nella parìa del Regno Unito                                                |

## Visconti
| Titolo                        | Creazione  | Altri titoli |
| ----------------------------- | ---------- | --- |
| Visconte Gormanston           | 1478       | Lord Gormanston nella parìa del Regno Unito |
| Visconte Mountgarret          | 1550       | Lord Mountgarret nella parìa del Regno Unito |
| Visconte Valentia             | 1622       | |
| Visconte Dillon               | 1622       | |
| Visconte Lumley               | 1628       | Conte di Scarbrough nella parìa d'Inghilterra                                                                                                   |
| Visconte Massereene e Ferrard | 1660; 1797 | Lord Oriel nella parìa del Regno Unito |
| Visconte Cholmondeley         | 1661       | Conte di Cholmondeley nella parìa d'Inghilterra Lord Newburgh nella parìa di Gran Bretagna Marchese di Cholmondeley nella parìa del Regno Unito |
| Visconte Charlemont           | 1665       | |
| Visconte Downe                | 1681       | Lord Dawnay nella parìa del Regno Unito |
| Visconte Molesworth           | 1716       | |
| Visconte Chetwynd             | 1717       | |
| Visconte Midleton             | 1717       | Lord Brodrick nella parìa di Gran Bretagna |
| Visconte Boyne                | 1717       | Lord Brancepeth nella parìa del Regno Unito |
| Visconte Grimston             | 1719       | Lord Forrester nella parìa di Scozia Lord Verulam nella parìa di Gran Bretagna conte di Verulam nella parìa del Regno Unito                     |
| Visconte Gage                 | 1720       | Lord Gage nella parìa di Gran Bretagna |
| Visconte Galway               | 1727       | |
| Visconte Powerscourt          | 1743       | Lord Powerscourt nella parìa del Regno Unito |
| Visconte Ashbrook             | 1751       | |
| Visconte Southwell            | 1776       | |
| Visconte de Vesci             | 1776       | |
| Visconte Lifford              | 1781       | |
| Visconte Bangor               | 1781       | |
| Visconte Doneraile            | 1785       | |
| Visconte Harberton            | 1791       | |
| Visconte Hawarden             | 1793       | |
| Visconte Monck                | 1801       | Lord Monck nella parìa del Regno Unito |
| Visconte Gort                 | 1816       | |

## Baroni
Si noti che in Irlanda con il termine baronia ci si riferisce anche all'obsoleta suddivisione politica delle contee. Non vi è nessuna connessione tra la baronia ed il titolo ordinario di barone. 
| Titolo                    | Creazione | Altri titoli                                                                                            |
| ------------------------- | --------- | --- |
| Lord Kingsale             | 1397      | |
| Lord Dunsany              | 1439      | |
| Lord Trimlestown          | 1461      | |
| Lord Dunboyne             | 1541      | |
| Lord Louth                | 1541      | |
| Lord Inchiquin            | 1543      | |
| Lord Digby                | 1620      | Lord Digby nella parìa di Gran Bretagna                                                                 |
| Lord Conway e Killultagh  | 1712      | Lord Conway nella parìa d'Inghilterra Marchese di Hertford nella parìa di Gran Bretagna                 |
| Lord Carbery              | 1715      | |
| Lord Aylmer               | 1718      | |
| Lord Farnham              | 1756      | |
| Lord Lisle                | 1758      | |
| Lord Clive                | 1762      | Lord Clive nella parìa di Gran Bretagna Conte di Powis nella parìa del Regno Unito                      |
| Lord Westcote             | 1776      | Visconte Cobham nella parìa di Gran Bretagna                                                            |
| Lord Macdonald            | 1776      | |
| Lord Kensington           | 1776      | Lord Kensington nella parìa del Regno Unito                                                             |
| Lord Newborough           | 1776      | |
| Lord Massy                | 1776      | |
| Lord Muskerry             | 1781      | |
| Lord Hood                 | 1782      | Visconte Hood nella parìa di Gran Bretagna                                                              |
| Lord Sheffield            | 1783      | Lord Stanley di Alderley e Eddisbury nella parìa del Regno Unito                                        |
| Lord Kilmaine             | 1789      | |
| Lord Auckland             | 1789      | Lord Auckland nella parìa di Gran Bretagna                                                              |
| Lord Waterpark            | 1792      | |
| Lord Bridport             | 1794      | Visconte Bridport nella parìa del Regno Unito                                                           |
| Lord Graves               | 1794      | |
| Lord Huntingfield         | 1796      | |
| Lord Carrington           | 1796      | Lord Carrington nella parìa di Gran Bretagna Lord Carington di Upton nella parìa del Regno Unito a vita |
| Lord Rossmore             | 1796      | Lord Rossmore nella parìa del Regno Unito                                                               |
| Lord Hotham               | 1797      | |
| Lord Crofton              | 1797      | |
| Lord Ffrench              | 1798      | |
| Lord Henley               | 1799      | Lord Northington nella parìa del Regno Unito                                                            |
| Lord Langford             | 1800      | |
| Lord Henniker             | 1800      | Lord Hartismere nella parìa del Regno Unito                                                             |
| Lord Dufferin e Claneboye | 1800      | |
| Lord Ventry               | 1800      | |
| Lord Dunalley             | 1800      | |
| Lord Clanmorris           | 1800      | |
| Lord Ashtown              | 1800      | |
| Lord Rendlesham           | 1806      | |
| Lord Castlemaine          | 1812      | |
| Lord Decies               | 1812      | |
| Lord Garvagh              | 1818      | |
| Lord Talbot di Malahide   | 1831      | |
| Lord Carew                | 1834      | Lord Carew nella parìa del Regno Unito                                                                  |
| Lord Oranmore e Browne    | 1836      | Lord Mereworth nella parìa del Regno Unito                                                              |
| Lord Bellew               | 1848      | |
| Lord Rathdonnell          | 1868      | |